# كلة سر عليا
كلة سر عليا (بالإنجليزية: Kalleh Sar-e Olya)‏ هي منطقة سكنية تقع في قسم اجارود الشمالي الريفي في إيران. يقدر عدد سكانها بـ 45 نسمة .